# 전대정
전대정(1979년 1월 28일 ~ )은 대한민국의 음악가이다. 모던 록 밴드 언니네이발관에서 드럼을 맡고 있다.

## 같이 보기
- 언니네이발관